# デスティネーションスパ

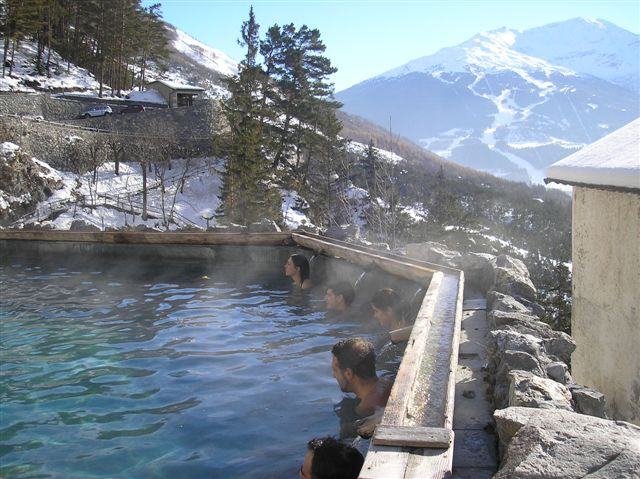
イタリアのボルミオにあるデスティネーションスパ

デスティネーションスパ（destination spa）やヘルスリゾート（health resort）とは、ミネラルスパなどのスパを中心としたリゾートである。
「デスティネーション」は、日本語で「目的地」を意味する。
また、「滞在型スパ」と表現されることもある。

## 概要
一般的には7日間滞在し、スパサービスやフィットネス、ウェルネス教育、ヘルシー料理、特別プログラムなど総合的なプログラムが提供される。
また、デスティネーションスパの中には、フィットネスクラスやヘルシー料理、教育クラス、セミナーなど、ビューティーサロンやデイスパと同様のプログラムを含む包括的なプログラムを提供するところもある。ゲストは、療養や純粋なバケーションのために訪れるのではなく、デスティネーションスパに滞在してプログラムに参加する。デスティネーションスパの中には、南国や温泉街にあるものもある。

### リゾートスパ
リゾートスパは、一般的にリゾート地にあり、サービス付きの部屋や食事、ボディトリートメント、フィットネスなどのアラカルトで同様のサービスを提供している。

## 歴史
歴史的に、天然の温泉や鉱泉を利用したものが多く、生化学的な知識や薬物療法が発達していなかった時代には、「湯に浸かる」ことに大きな治療効果があると信じられていた。しかし、そのような神秘的な力がなくても、温泉の持つストレス解消効果や健康教育的側面が、個人の健康にある程度の効果をもたらすことも多い。
デスティネーションスパの歴史は、かなり古く、現在では使われていない場所もあるが、歴史の一部として残されている場所もある。例えば、カリフォルニア州のギルロイ・ヤマト・ホットスプリングスは、19世紀末から20世紀初頭にかけて利用された歴史的な温泉地である。

## サービスの種類
代表的なサービスは以下の通りである。
- バルネオセラピー：温水または冷水での入浴、流水によるマッサージ、リラクゼーションなど。
- ボディトリートメント：ボディラップ、アロマテラピーなど。
- クッキングレッスン
- 美容電気脱毛（英語版）
- フェイシャルエステ：様々な製品を使用した美顔エステ
- フィットネス相談
- ヘアケア（英語版）スパトリートメント
- イオントリートメント（英語版）
- マッサージ
- 治療
- ネイルケア（マニキュア、ペディキュア）
- 栄養カウンセリング
- ケミカルピーリングやマイクロダーマブレーションなどの角質ケア
- ワックス脱毛：ホットワックスによる体毛の除去
- ダイエットキャンプ（英語版）